# Schwedische Männer-Feldhandballnationalmannschaft
Die schwedische Männer-Feldhandballnationalmannschaft vertrat Schweden bei Länderspielen und internationalen Turnieren.

## Olympische Spiele
Die schwedische Feldhandballnationalmannschaft nahm nicht an der einzigen Austragung in dem Feldhandball gespielt wurde teil. Dafür 1952 an einem Demonstrationsspiel.
| Jahr | Austragungsort          | Teilnahme bis…      | Ergebnis                | Medaille        |
| ---- | ----------------------- | ------------------- | ----------------------- | --------------- |
| 1936 | Berlin, Deutsches Reich | keine Teilnahme     | keine Teilnahme         | keine Teilnahme |
| 1952 | Helsinki, Finnland      | Demonstrationsspiel | Schweden 19:11 Dänemark | Commemorative   |

## Weltmeisterschaften
Die schwedische Feldhandballnationalmannschaft nahm als einzige Mannschaft an allen sieben bis 1966 ausgetragenen Feldhandball-Weltmeisterschaften teil.
| Jahr | Gastgeberland   | Teilnahme bis…   | Ergebnis                        | Rang            |
| ---- | --------------- | ---------------- | ------------------------------- | --------------- |
| 1938 | Deutsches Reich | Spiel um Platz 3 | Ungarn 10:2 Schweden            | 4. Platz        |
| 1948 | Frankreich      | Finale           | Schweden 11:4 Dänemark          | Weltmeister     |
| 1952 | Schweiz         | Finale           | Deutschland 19:8 Schweden       | Vizeweltmeister |
| 1955 | BR Deutschland  | Spiel um Platz 3 | Tschechoslowakei 13:10 Schweden | 4. Platz        |
| 1959 | Österreich      | Spiel um Platz 3 | Schweden 18:9 Österreich        | Bronzemedaille  |
| 1963 | Schweiz         | keine Teilnahme  | keine Teilnahme                 | keine Teilnahme |
| 1966 | Österreich      | keine Teilnahme  | keine Teilnahme                 | keine Teilnahme |